# Mauritz Stiller
Mauritz Stiller, właśc. Mosze Stiller (ur. 17 lipca 1883 w Helsinkach, zm. 18 listopada 1928 w Sztokholmie) – fiński reżyser, scenarzysta i aktor filmowy i teatralny, jeden z czołowych twórców kina niemego.
Pochodził z żydowskiej rodziny zamieszkałej w Finlandii.
Wraz z Victorem Sjöströmem współtworzył przełomowy nurt w światowym kinie niemym, zwany szkołą szwedzką. To on odkrył dla kina Gretę Garbo i przywiózł ją do Hollywood, współtworząc jedną z największych aktorskich karier w dziejach kina. Sam również pracował przez jakiś czas w USA, ale nie odnalazł się w tamtejszym systemie produkcyjnym.

## Filmografia
- Livets konflikter (wspólnie z Victorem Sjöströmem, 1913)
- Skarb rodu Arne (1919)
- Gdy zmysły grają (1924)
- Kusicielka (zastąpiony w trakcie zdjęć przez Freda Niblo, 1926)
- Hotel Imperial (1927)